# Grosser schweizer sennenhund
Grosser schweizer sennenhund är en hundras från Schweiz och den största av de fyra sennenhundarna. Dess traditionella bruksområde var som boskapshund och vagnshund. Numer är den oftast sällskapshund.

## Historia
1908 hölls en hundutställning i Langenthal i kantonen Bern där två korthåriga och ovanligt stora berner sennenhundar visades. Dessa identifierades av domaren professor Albert Heim som grosser schweizer sennenhund, en variant av sennenhund man trodde var utdöd. Man hittade ytterligare rastypiska exemplar i trakterna av Bern och 1909 erkändes rasen av den schweiziska kennelklubben och började föras in i stamboken. 1912 bildades rasklubben men avelsbasen var under många år liten. Först 1936 slöts stamboken för hundar utan stamtavla och 1939 erkändes rasen avFédération Cynologique Internationale (FCI). Rasen fortsatte ha problem med att stammen inte var tillräckligt homogen, särskilt vad beträffar färgteckningen. De gula och röda färger som kom av släktskapet med föregångaren till sankt bernhardshunden slog ofta igenom. 1956 och 1957 skedde ett par inkorsningar med berner sennenhund för att stärka det trefärgade anlaget. Under andra världskriget decimerades rasen stort och fick restaureras på nytt. 1963 kunde rasen återintroduceras.

## Egenskaper
Grosser schweizer sennenhund är en aktiv hund med stort självförtroende. Rasen är uppmärksam och orädd och har ett väl utvecklat vaktbeteende. Den har ett stabilt temperament och är tillgiven mot sin familj.

## Utseende
Grosser schweizer sennenhund ser ut som en större och korthårig berner sennenhund. Liksom denna är den trefärgad i svart, tan och vitt. Trots att den är stor och kompakt skall den ge ett rörligt intryck. Rasen har kraftig benstomme och är muskulös.